# Sakhipur
Sakhipur är en ort i Bangladesh.   Den ligger i provinsen Dhaka, i den centrala delen av landet, 70 km norr om huvudstaden Dhaka. Sakhipur ligger 25 meter över havet och antalet invånare är 40 869.
Terrängen runt Sakhipur är mycket platt. Det finns inga andra samhällen i närheten.
Trakten runt Sakhipur består till största delen av jordbruksmark. Runt Sakhipur är det tätbefolkat, med 659 invånare per kvadratkilometer.